# Fuera de control (serie de televisión)
Fuera de control fue una serie de televisión producida por Globomedia para TVE, estrenada el 26 de enero de 2006 y cancelada definitivamente tras varios intentos de emisión el 28 de agosto del mismo año. 

## Sinopsis
La serie cuenta las vivencias de un grupo de profesionales que trabajan en "Directo 24", un programa informativo de televisión diario.
Sonia (Amparo Larrañaga) es una periodista eficaz y profesional, que momentos antes de la emisión de su programa "Directo 24", una clara variante del programa de RTV "España Directo", se encuentra firmando los papeles de su divorcio, en compañía de su compañero, cámara y buen amigo Diego, que además de tener una relación profesional muy estrecha, también guarda por el sentimientos especiales que a lo largo de la serie temerá mostrar.
Mariví (Loles León) es la directora del programa, quien después de haber cosechado éxito con un pasado televisivo conocida como "La payasa Simforosa", en la actualidad hace todo lo posible para mantener la rigurosidad en el programa. Borde, gritona y a veces de carácter infantil, Marivi hará y deshará todo lo posible para que su persona salga siempre a relucir.
La aparición de Toni Forner (Joaquín Kremel), padre de Sonia, hace su aparición en la vida de los chicos del programa y con más lamento, en la vida de su hija, haciendo ver a sus compañeros que tiene una vida de éxito y al poco tiempo descubrirse que esta arruinado, por el fracaso de su programa de TV en Miami, se hará con el puesto de presentador del programa, puesto que quedó vacante tras la muerte de su anterior presentador, Arturo, en el primer capítulo, y que Sonia contaba con su persona para obtenerlo.
Todos y cada uno de los personajes nos ofrecerán situaciones dispares que provocarán más de un ataque de nervios a Sonia y a Mariví.

## Reparto
- Amparo Larrañaga es Sonia, coordinadora de redacción.
- Loles León es Mariví, jefa del magacín.
- Joaquín Kremel es Toni Forner, presentador.
- Paulo Pires es Diego Kessler.
- Rocío Madrid es Estefanía Morón "Fanny", redactora.
- Pedro Mari Sánchez es Eduardo, director general de la cadena.
- Marta Ribera es Cris.
- Raúl Fernández es Antón, cámara.
- Pablo Chiapella es "Retu".
- Santiago Molero
- Raquel Pérez
- Yolanda Arestegui

## Episodios y audiencias
| Capítulo        | Nombre                                         | Fecha de emisión               | Hora  | Audiencia media                                     |
| --------------- | ---------------------------------------------- | ------------------------------ | ----- | --------------------------------------------------- |
| Temporada única |                                                |                                |       |                                                     |
| 1               | Quiero ser feliz pero no tengo tiempo          | Jueves 26 de enero de 2006     | 22:00 | 3.399.000 espectadores (20,4% de cuota de pantalla) |
| 2               | Te chou mas gou on                             | Jueves 2 de febrero de 2006    | 22:00 | 3.213.000 espectadores (19,1% de cuota de pantalla) |
| 3               | Prometo decir la verdad                        | Jueves 9 de febrero de 2006    | 22:00 | 3.453.000 espectadores (20% de cuota de pantalla)   |
| 4               | Buscando un fiambre desesperadamente           | Jueves 16 de febrero de 2006   | 22:00 | 2.895.000 espectadores (16,7% de cuota de pantalla) |
| 5               | En pie de guerra                               | Jueves 23 de febrero de 2006   | 22:00 | 3.204.000 espectadores (18,8% de cuota de pantalla) |
| 6               | Amo a Mariví                                   | Jueves 2 de marzo de 2006      | 22:00 | 3.088.000 espectadores (17,4% de cuota de pantalla) |
| 7               | La verdad desnuda                              | Jueves 9 de marzo de 2006      | 22:00 | 3.725.000 espectadores (21,1% de cuota de pantalla) |
| 8               | Las extrañas apariciones de la Santa Iluminada | Jueves 16 de marzo de 2006     | 22:00 | 3.454.000 espectadores (19,9% de cuota de pantalla) |
| 9               | ¿Porqué todo lo que me gusta es malo?          | Martes 1 de agosto de 2006     | 22:00 | 3.195.000 espectadores (19,5% de cuota de pantalla) |
| 10              | ¡A mi padre que vas!                           | Martes 8 de agosto de 2006     | 22:00 | 3.252.000 espectadores (19,5% de cuota de pantalla) |
| 11              | Sentirse muy mujer                             | Martes 22 de agosto de 2006    | 22:00 | 2.963.000 espectadores (17,8% de cuota de pantalla) |
| 12              | Última llamada                                 | Martes 29 de agosto de 2006    | 22:00 | 3.320.000 espectadores (20,6% de cuota de pantalla) |
| 13              | Lo que no se ve en la tele                     | Martes 8 de septiembre de 2006 | 24:00 | 3.699.000 espectadores (22,0% de cuota de pantalla) |